# Myrtle Cook
Myrtle Alice Cook-McGowan, kanadska atletinja, * 5. januar 1902, Toronto, Ontario, Kanada, † 18. marec 1985, Elora, Ontario.
Nastopila je na Poletnih olimpijskih igrah 1928 v Amsterdamu, kjer je osvojila naslov olimpijske prvakinje v štafeti 4x100 m, nastopila je tudi v teku na 100 m, kjer se je uvrstila v finale in tam odstopila. 2. julija 1928 je postavila svetovni rekord v teku na 100 m z 12,0 s, ki je veljal štiri leta. Leta 1955 je bila sprejeta v Kanadski športni hram slavnih.